# Нава, Джейк
Джейк Нава (англ. Jake Nava, род. 1 января 1969) ― британский клипмейкер, известный благодаря созданным видеоклипам для Бритни Спирс, Бейонсе, Arctic Monkeys и Адель. Он также снимает телевизионные рекламные ролики.

## Юность и образование
Нава родился в Лондоне в семье мексиканца и голландки. Его двоюродные братья жили в Лос-Анджелесе. Он окончил Вестминстерский университет по специальности Кино.

## Карьера
После университета Нава начал карьеру режиссера музыкальных клипов и фильмов для MTV Sports. Затем он начал снимать клипы для различных исполнителей, включая Бритни Спирс, Бейонсе, Arctic Monkeys и Адель. Нава также снимал рекламные ролики для Armani, Puma, Bacardi и многих других. В 2013 году он снял три музыкальных клипа для альбома Бейонсе («Partition», «Grown Woman» и «Flawless»).
В 2014 году Джейк сняла клип для Ланы Дель Рей на песню «Shades of Cool». В 2015 году он снял свой первый рекламный ролик для Гиннесс под. В 2016 году Нава снял рекламу Мартини. В 2017 году он снимал рекламу для Bacardi, Mastercard, Vauxhall Motors и Levi's.